# Музыка Великого княжества Литовского
Музыкальное искусство Великого княжества Литовского — искусство XIII—XVIII веков, отражающее действительность и фантазии в звуковых художественных образах. Развивалось в рамках как народной, так и высокой культуры. Изначально наибольшее влияние имела церковная музыка, в XVII веке началось активное развитие светского музыкального искусства, что вылилось в создание частных оркестров и капелл в XVIII веке.

## Народная музыкальная культура
Славянские народные песни имели календарный цикл. Так, колядные песни и щедровские песни определили поэтический аспект зимнего цикла. Они носили преимущественно величальный характер. Весенние песни и обряды должны были содействовать урожаю и приплоду скота. Широкое развитие получил призыв весны, песни-веснянки, празднование пасхи и связанные с ней волочебный обряд, хороводные игры и пение. Обрядовый выгон стада на пастбище в Юрьев день был хозяйственной основой поэтических юрьевских песен. Троица с русальной неделей, культом растительности, обрядом куста, троицкие песни, русальные песни и кустовые песни завершали весенний цикл и стояли на границе летнего. Летние песни и обряды имели предназначение сохранить урожай во время уборки, содействовать сбору даров земли. Купалье и сопровождавшие его песни были посвящены наибольшему расцвету плодотворных сил природы.
Жнивные песни отразили в себе важнейший момент хозяйственной деятельности земледельца. Из осенних праздников выделялись богач, покров, дзяды с их культом предков. На осень приходилось наибольшее количество свадеб, поэтому основное место в осенних песнях заняла свадебная тематика. Напевы календарно-обрядовых песен отличаются обобщённостью, ёмкостью и необычайной устойчивостью мелодического типа.
Народная музыкальная культура балтского населения Великого княжества Литовского в своей основе имеет натуральные семиступенные лады с пентатоникой, переменные лады. Метроритмическая структура отличается разнообразием, сложным членением, зачастую асимметрична, типичен постоянно повторяющийся переменный метр. Мелодии, распространённые на юго-востоке современной Литвы (в Дзукии) одноголосны, они отличаются распевностью; их звукоряд в пределах терции, кварты, сексты. В Аукштайтии существовали разнообразные виды многоголосого пения. Одноголосно исполняются более старинные (плачи, пастушеские, колыбельные). Контрастная и имитационная полифония имеется в особом виде старых песен ― сутартинес, основанном или на канонообразном проведении мелодии, или на противопоставлении голосов. По исполнителям сутартинес делились на двойные, тройные и четверные. Для сутартинес характерны ладовые системы с незаполненными терциями, элементы битональности, параллельные секундовые созвучия, чёткая акцентированная метрика, синкопы. В Жемайтии в основном преобладали одноголосые мелодии с широкой распевностью, свободным ритмом.

### Музыка в народном театре

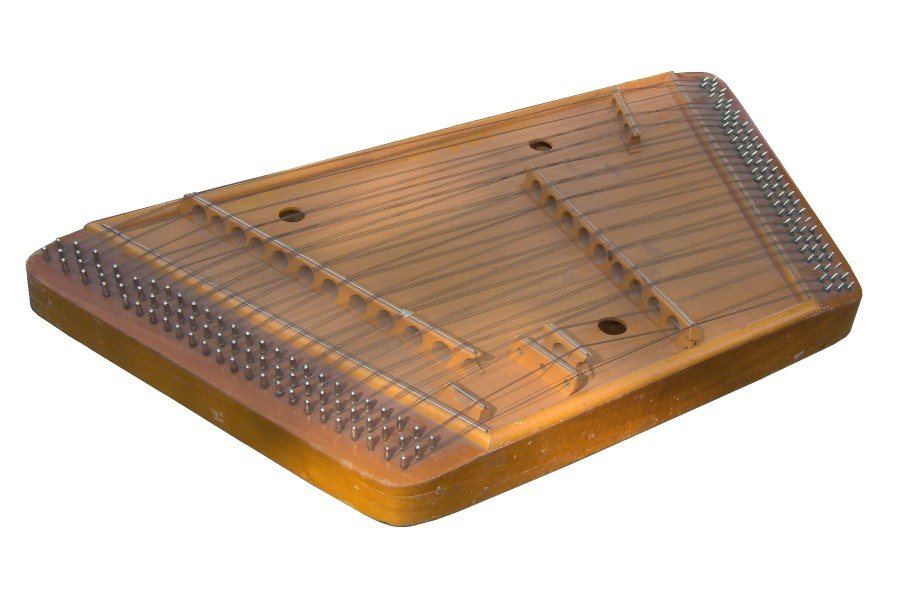
Цимбалы

Первыми музыкантами Великого княжества Литовского были странствующие актёры-скоморохи. Музыканты (гусляры, лирники, бандуристы, дудари, дудочники, бубнисты, скрипачи, кобзари, цимбалисты и другие) участвовали с XV века в княжеских застольях и военных походах, в волочебном обряде, колядах, русалиях, свадьбах, играли танцы на празднествах. Игра на музыкальных инструментах была распространена при княжеских дворах, в войсках, в городской среде. Трубы, бубны, тулумбасы были главными инструментами в войсках княжеских дружин. В крупных городах магистратские музыканты служили трубачами на ратушах.
С XVI века получил распространение народный кукольный театр батлейка, в спектакли которого включались музыкальные номера — популярные канты, народные песни и танцы. Значительное место отводилось музыке в комических сценках из народной жизни («Антон с козой и Антониха», «Матей и доктор», «Комаровская свадьба» и других).
К народным музыкантам можно отнести и бродячих старцев, исполнявших духовные стихи и думы под аккомпанемент лиры или бандуры.

## Церковная музыка

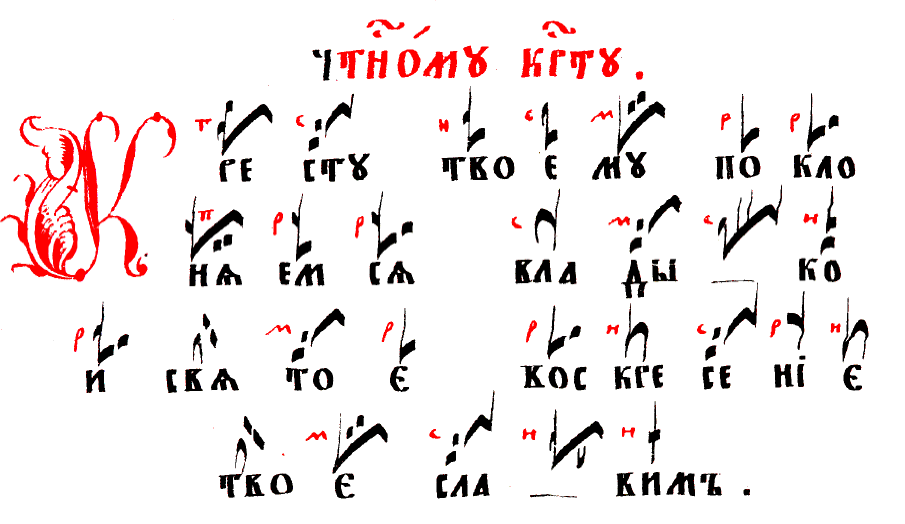
Образец знаменной нотации

### Знаменное пение
Первоначально церковная музыка Великого княжества Литовского строилась на основе древнерусской православной церковной музыки, образовавшейся под влиянием византийского церковного пения, но уже в XI—XII веках сформировавшей оригинальный по форме и содержанию знаменный распев. К XV веку сложились его локальные типы. Древнерусская музыка отличалась одноголосной вокальной основой и безлинейной нотацией. Само название «знаменный распев» происходит от слова «знамя», означавшего зафиксированные крюками (знамёнами) напевы в отличие от пения по устной традиции.
Крюки представляли собой комбинации чёрточек, точек, запятых, а также букв арабского алфавита и показывали направление движения мелодии, количество звуков попевки, темповые и динамические изменения и способ звукоизвлечения. Интервальные связи между отдельными знаками не показывались, поэтому крюки могли служить только напоминанием при исполнении знакомой мелодии и были непригодны для записи незнакомой. Несмотря на выход из широкого употребления в середине XVI века, крюки использовались монастырском быту и церковных хорах вплоть до начала XX века.
Строчное пение распространилось в Великом княжестве Литовском в середине XVI века. Его название происходит от способа записи: партии, записанные крюками, размещались одна под другой над строчкой текста. Строчное пение было 2-, 3- или 4-голосным, имело линеарную мелодическую природу и опиралось на народное подголосочно-контрапунктическое многоголосие, в качестве основного голоса использовались песнопения знаменного распева. Строчное многоголосие подготовило почву для нового многоголосного стиля — партесного пения, который утвердился в Великом княжестве Литовском во второй половине XVI века, а в XVII веке вводился местными мастерами в российскую церковную практику. Самым ранним рукописным сборником, написанным линейной нотацией является Супрасльский ирмологион, относящийся к 1598—1601 годам.

### Партесное пение
Партесное пение (от позднелат. partes — голоса) как вид хорового многоголосного профессионального пения в церковной музыке, основанного на аккордово-гармоническом принципе и делении хора на партии (дискант, альт, тенор, бас) в православии не имело инструментального сопровождения, в католическом же богослужении применялось с участием органа и других инструментов. Мелодии иногда заимствовались из знаменного распева, кантов, псальм. Заимствованный напев проводился в теноре, бас исполнял функцию гармонического фундамента, один из верхних голосов двигался параллельно тенору в сексту или терцию, другой заполнял гармоническую вертикаль. Записывали произведения 5-линейной киевской нотацией.
Учились партесному пению в братских школах. Каждое церковное братство имело хор, который участвовал и в выступлениях школьного театра. Именно братства стали очагами церковной и светской музыкальной культуры в XVI—XVII веках. Выпускники братских школ исполняли сложные многоголосные сочинения, записанные 5-линейной нотацией. Хоры братских школ участвовали в спектаклях школьного театра. Прогрессивным явлением было включение в школьную драму бытовых сатирических интермедий, насыщенных народными песнями и танцами.
В католических костёлах прихожане совершали утреннее и вечернее молитвенное правило с «набожными песнями» ― духовными стихами. Пели их на любую подходящую мелодию. Униатские сборники молитв с конца XVII века часто сопровождались такими текстами.
В конце XVI века в униатском богослужении начинает происходить вытеснение церковнославянского языка и постепенная замена его полонизмами и латынью. В XVIII веке униатская церковь, её иерархи и духовная интеллигенция используют практически только польский язык, изредка латынь.

## Канты и псальмы

### Канты
Ка́нты (от лат. cantus — пение, песня) как светская хоровая бытовая песня-гимн известны в Великом княжестве Литовском с XVI века. Для них характерны силлабический рифмованный стих, специфические кантовые цезурованные стихи (11- и 13-сложные) с одной и двумя цезурами и бесцезурные; строфическая форма с её составными частями—строками, миогострочные типы строфы с тенденцией насыщения всех строф; новым поэтическим текстом, миогочастные строфы, строфы высшего порядка (состоящие из двух или более простых строф), мпогострофная форма всего канта со сквозным развитием; типичные ритмоинтонации и ритмоформулы, кристаллизация мажора и минора, одно-, 2-, 3-, 4- и 5-голосная фактура, попевочный принцип музыкального строения, стереотипизация каденционных оборотов, секвентное развитие; тонизация мелодикой силлабического стиха и зарождение в недрах кантовой культуры силлаботоники, связь со знаменным распевом и народной песней.
В Великом княжестве Литовском стало традицией мужское хоровое исполнение канта (преимущественно одно-, 3- и 4-голосное). Слагались канты в братских школах, в академиях, исполнялись в народе обычно на праздники. Основные жанры: псальмы (канты на религиозную тематику), виваты (торжественные приветственные канты), лирические, шуточные, сатирические канты. Самобытные канты развивались под влиянием народно-песенной культуры, отличались особым лиризмом, в них выработались характерные мелодические попевки. Один из наиболее ранних образцов кантов, дошедших до нас в записи, принадлежит Афанасию Филипповичу и относится к 1646 году. В XVII—XVIII веках канты распространялись в рукописях, записывались киевской нотацией и крюками; сохранились и печатные канты. Черты кантовой стилистики (стихосложение, строфика, ритмоформулы и ритмоинтонации, мелодические обороты, каденции, секвенции) оказали значительное влияние на мелодику и стихосложение народных песен.

#### Псальмы
С XVI века в Великом княжестве Литовском получили распространение псальмы (от греч. psalmos — хвалебная песня) ― канты религиозной тематики на разнообразные библейские и евангельские сюжеты.
Среди них — кант Афанасия Филипповича «Даруй покой церкви своей, Христе боже», «Пречистая дево, мати русского края», «Склонитеся, веки». Псальмы имели в основном те же стилистические черты, что и канты, истоки мелодики их лучших образцов — в народной песенности. Некоторая их специфика (эксцелентованный, то есть распетый, орнаментальный, бас, использование мелодических оборотов духовных стихов, знаменного распева, частичное и полное употребление обиходного звукоряда, полифонизация фактуры и т. д.) обусловлена содержанием, образно-лексическим строем, поэтической речью. Псальмы любили исполнять лирники.

## Нотопечатание
Первые опыты нотопечатания в Великом княжестве Литовском относятся ко второй половине XVI — началу XVII веков. Канционалы, изданные в Бресте, Несвиже и Любче, были тесно связаны с реформационным движением и отражали особенности порождённого им музыкального искусства. Канционалы (позднелат. cantional от лат. cantio — пение, песня) представляли собой сборники религиозных, преимущественно многоголосных, песнопений, рассчитанных на исполнение в церкви или дома. Стилевые особенности включённых в канционалы напевов связаны с их общей направленностью (даже при исполнении их в костёле, вместе с церковным хором пели все прихожане). В канционалах достаточно разностильные жанры: литургические песнопения, протестантские хоралы, псальмы и канты. В основу многих псальм и кантов были положены мелодии французских светских, немецких народных песен, гуситских, гугенотских, лютеранских, кальвинистских гимнов и хоралов, в них слышны интонации знаменного распева, восточно-славянских лирических народных песен.
В 1550 году протектор реформации канцлер Николай Радзивилл «Черный» стал берестейским старостой. В 1553 году в Бресте им открыты первые в государстве кальвинистский костёл и типография, которой вначале руководил известный ученый-гуманист, ученик Эразма Роттердамского Бернард Воевудка. Его работу продолжили просветители Станислав Мурмелиус и Киприан Базилик. Было издано более 40 религиозных, исторических, правовых и полемических книг на польском и латинском языках. Типография стала издавать и книги, связанные с музыкальной культурой. Брестский сборник «Pesni chwal Boskich» (1558) ― первый образец нотопечатания в Великом княжестве Литовском и один из самых ранних в Восточной Европе. Он содержит около 100 одно- и четырёхголосных псальм и кантов на польском и латинском языках, записанных мензуральной нотацией на 5-линейном нотном стане.

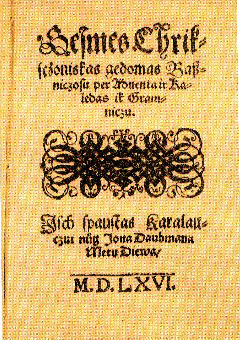
Песни христианские Мартина Мажвидаса, 1566

Ещё в 1547 году типограф Мартин Мажвидас издал в Кёнигсберге «Катехизис» ― первую печатную книгу на литовском языке, кроме того содержавшую одиннадцать церковных песнопений с нотами. В 1566 году Мажвидас издал также сборник литовских церковных христианских песен.
В 1563 году Матей Кавечинский и печатник Даниэль Адам издали в Несвиже канционал «Katechizm albo krotkie w jedno miejsce zebranie wiary. Psalmy i piesni» («Катехизм или краткое собрание веры. Псалмы и песни»), в который вошло 40 псальм, 110 песен и светских кантов с нотами. Одновременно с несвижским канционалом вышло дополнение, включавшее 5 псальм и 8 светских кантов. В начале XVII века нотные канционалы издавались в Любче.
Тогда же создаются новые песнопения в честь местных святых: князей Бориса и Глеба, Владимира, преподобного Феодосия, на освящение храма Георгия в Киеве, на перенесение мощей Николая Мирликийского и другие.
Музыкальными памятниками этой поры являются также сборники вокально-инструментальных произведений «Полоцкая тетрадь» и «Куранты». Рукопись «Полоцкой тетради», также известной как «Остромечевская рукопись» или «Рукопись 127/56 Ягеллонской библиотеки», была обнаружена в Польше в 1960-х годах и представляет собой сборник бытовой музыки анонимных авторов XVII века. По данным белорусского исследователя Адама Мальдиса, рукопись была названа «Полоцкой тетрадью» по ошибке и происходит не из Полоцка, а, вероятно, из деревни Остромечево на Берестейщине.

## Светская музыка

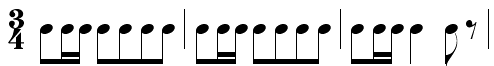
Ритм полонеза, XVI век

При дворе великого князя в Вильне итальянская оперная труппа постоянно существовала с XVII века. В 1636 году она поставила первый музыкальный спектакль «Похищение Елены» Марко Скаччи. Теория музыки изучается в Виленской иезуаитской академии, в 1667 году выходит книга «Ars et praxis musicae» («Музыкальное искусство и практика») вице-ректора академии иезуита Сигизмунда Лауксмина на латинском языке, в 1675 — «Грамматика мусикийская» иезуита Николая Дилецкого на польском (текст не сохранился), в 1691 — «Physica curiosa» («Занимательная физика») В. Тильковского, посвящённая музыкальной акустике. В XVII веке появляются произведения инструментальной музыки композиторов-любителей из местной шляхты, позже создаются студенческие оркестры и хоры.
В XVIII веке сформировалось новое направление светской музыкальной культуры — крепостной театр, где в соответствии со шляхетскими вкусами того времени показывали музыкальные спектакли. При таких театрах как различные типы хоров существовали крепостные оркестры и капеллы. Крепостные театры были частными музыкальными коллективами представителей магнатерии и состояли полностью или частично из крепостных крестьян.
Известны оркестры были в Несвиже, Слуцке (Радзивиллов), Слониме (Михаила Казимира Огинского), Гродно (Антоний Тизенгауза), Шклове (С. Г. Зорича), Ружанах (Масальских, Сапег), Деречине (Сапег), Глуске (Юдицких) и других населённых пунктах. Среди них крупные оркестры смешанного состава (Несвижская капелла Радзивиллов, Слонимская капелла Огинского), камерные струнные оркестры — так называемая «домашняя музыка» (Гродно, Несвиж, Городец), духовые («музыка Шкловского корпуса», роговые оркестры в Шклове и Несвиже), ударных, народных инструментов («янычарская музыка» и «литовская музыка» в Несвиже). Некоторые коллективы имели группы вокалистов или целые хоры («княжеские капеллы», в Шклове так называемые «певчие музыкантские»). Оркестры сопровождали спектакли крепостных театров, балы, охоту, религиозные службы, военные парады.
Среди известных композиторов — немец Ян Давид Голанд, чех Эрнест Ванжура и другие.

### Несвижская капелла Радзивиллов
Музыкальное искусство в главной резиденции Радзивиллов — Несвиже — начало развиваться при Николае Радзивилле «Чёрном». В Несвиже придворными музыкантами князя были Киприан Базилик из Серадзи и Вацлав из Шамотул. Песенные тексты на польском языке писали Николай Рей и Андрей Тшетеский. В несвижском дворце ежедневно утром, днём и вечером собиралась вся семья на чтение Святого Писания, молитву и пение религиозных песен, одноголосных и многоголосных.
Дальнейшим продолжение музыкальных традиций стало создание несвижской капеллы Радзивиллов, существовавшей в 1724—1809 годах. Она была основана Михаилом Казимиром Радзивиллом по прозвищу «Рыбонька». Играла во время балов, праздников, военных парадов, костёльных служб, а с 1746 года и театральных представлений. Выступала также в загородном дворце в Альбе, сопровождала выезды в радзивилловские вотчины Белое, Мир, Жолква и Олыка. До 1746 года имела камерный характер и состояла из немногих зарубежных музыкантов (итальянцев, немцев, чехов), позднее состав её расширился (в 1751, 1757—1759 в капелле было 25, в 1784—107 человек, преобладали поляки, белорусы и литовцы, свободные и крепостные, среди них известны скрипач Матей из Кореличей, Я. Тептилович, ставший капельмейстером). В 1780 году князь Кароль Станислав Радзивилл, известный как «Пане Коханку», пригласил музыкантов Дж. Альбертини (капельмейстер в 1781—1784), Дж. Константини (скрипка), Я. Е. Флейшмана (виолончель), ввёл в капеллу певцов В. Николлини, А. Коланзака, А. Данези, певиц Герман, М. Верпер. Последним капельмейстером (1804—1809) был местный музыкант О. Александрович.

### Слонимская капелла Огинских

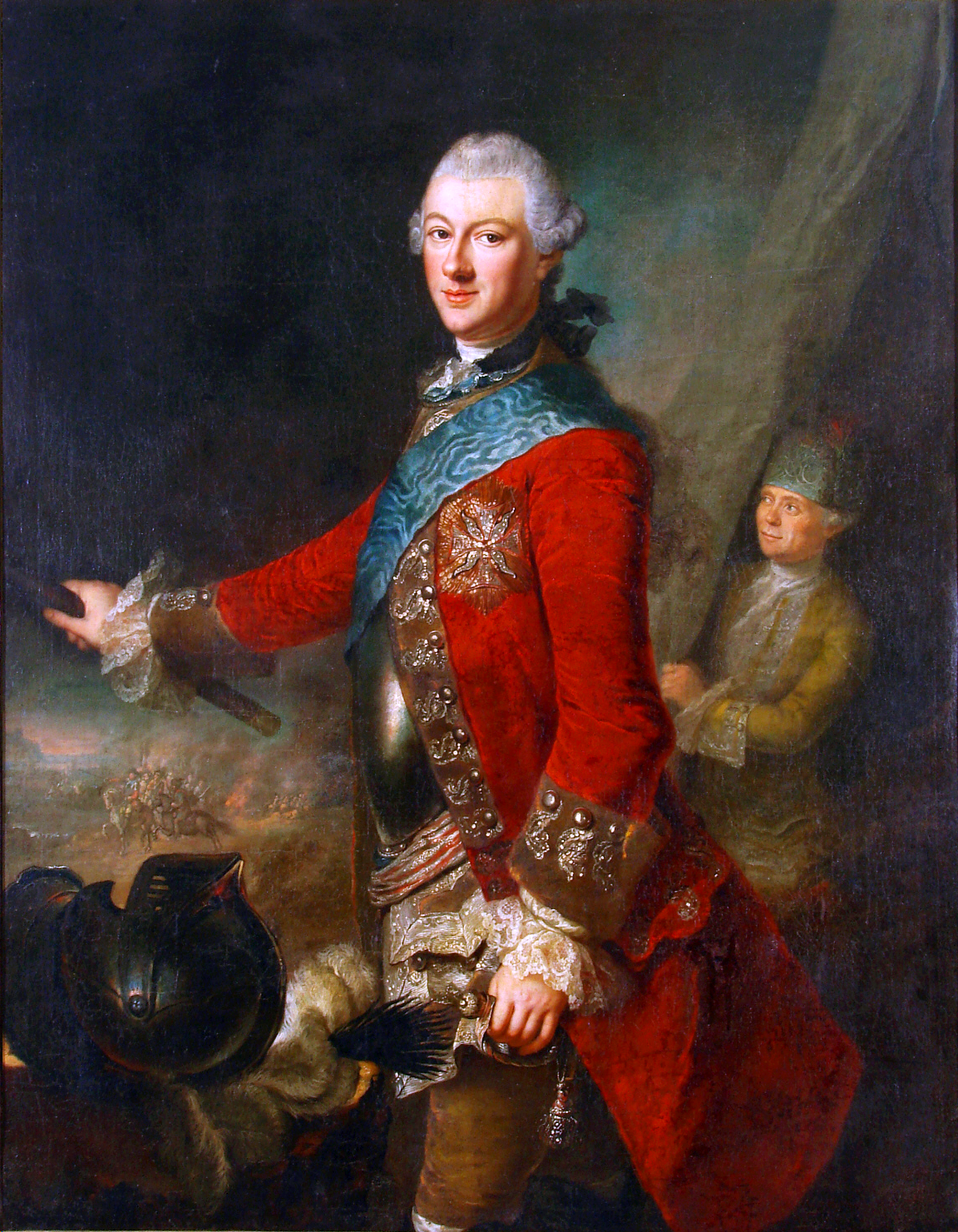
Михал Казимир Огинский

Слонимская капелла являлась придворным театром гетмана великого литовского Михала Казимира Огинского. Была открыта примерно в 1765 году и просуществовала до 1793 года. Обслуживала театральные представления, балы, костёльные службы, совершала концертные поездки (в 1780 году выезжала в Шклов). Первоначально капелла состояла из 12 человек, в 1776 году представляла собой большой ансамбль инструменталистов и вокалистов (53 человек) во главе с Ю. Паули и А. Данези. Ансамбль состоял преимущественно из поляков и белорусов, частично из крепостных, получивших профессиональную подготовку (было небольшое количество зарубежных музыкантов — немецких и чешских инструменталистов и дирижёров, итальянских певцов). Среди них Райский — один из талантливых музыкантов капеллы, крепостной Радзивиллов, работал в Слониме в 1775—1780. Расцвет деятельности капеллы относится к 1780.С первой половины 1780-х г. она постепенно приходит в упадок, меньшается её состав в связи с переходом многих зарубежных музыкантов в Несвижскую капеллу Радзивиллов. Временный подъём слонимские капелла и театр пережили в конце 1780 — начале 1790-х, однако к 1792 году оркестр насчитывал только 12 музыкантов.